# Großer Preis von Deutschland 1934

Der Nürburgring in seiner befahrenen Version der Nordschleife.

Der VII. Große Preis von Deutschland fand am 15. Juli 1934 auf der Nordschleife des Nürburgrings statt. Das Rennen zählte zur Kategorie der Grandes Épreuves und wurde nach den Bestimmungen der Internationalen Grand-Prix-Rennformel (Rennwagen bis maximal 750 kg Leergewicht, 85 cm Mindestbreite, Renndistanz mindestens 500 km) über 25 Runden à 22,810 km ausgetragen, was einer Gesamtdistanz von 570,25 km entsprach.
Sieger wurde Hans Stuck auf Auto Union Typ A, der damit gleichzeitig den ersten Grand-Prix-Sieg seiner Karriere wie auch für die Auto Union AG erringen konnte.
Der Große Preis von Deutschland von 1934 war der letzte offizielle Grand Prix, bei dem überrundete Fahrer das Rennen nach der Zieldurchfahrt noch über die verbleibende Zahl an Runden zu Ende fahren mussten, um in die Wertung zu kommen.

## Rennen
Nach dem Debakel beim französischen Grand Prix standen die beiden deutschen Rennställe von Mercedes-Benz und Auto Union bei ihrem Heimrennen unter starkem Erfolgsdruck. Dazu kamen in beiden Lagern obendrein noch personelle Probleme bei der Besetzung der Cockpits hinzu. Bei der Auto Union war der zweite Stammfahrer im Team, Hermann zu Leiningen, ernsthaft erkrankt, so dass als Ersatz für ihn der frühere Bugatti-Privatfahrer Ernst Günther Burggaller einen der gewöhnungsbedürftigen Heckmotorrennwagen neben Hans Stuck und August Momberger fuhr. Noch größer waren die Probleme im Mercedes-Team, dessen „Mannschaftskapitän“ Rudolf Caracciola vor allem bei langen und anspruchsvollen Rennen noch immer von seinen im Vorjahr in Monaco erlittenen Verletzungen stark behindert wurde. Als Ersatz für ihn war der Italiener Luigi Fagioli verpflichtet worden, der ob des vorzeitigen Comebacks Caracciolas in Linas-Montlhéry um seinen Status im Team bangte. Dritter Fahrer des Teams war Manfred von Brauchitsch, auf dem nach seinem Sieg beim Eifelrennen ebenfalls einige Hoffnungen für den Deutschland-Grand-Prix an gleicher Stelle lagen, doch er hatte sich bei inoffiziellen Testfahrten im Vorfeld des Grand Prix bei einem Unfall verletzt, so dass er nicht zum Rennen antreten konnte. Ernst Henne, der eigentliche Ersatzmann im Team, lag mit einer schweren Erkältung im Bett, so dass auch das Mercedes-Team mit dem Nachwuchsfahrer Hanns Geier einen unerfahrenen Piloten ins Cockpit des dritten Mercedes-Benz W 25 setzen musste.
Einzige ernst zu nehmende Konkurrenz für die deutschen Teams auf dem Nürburgring war die italienische Scuderia Ferrari, die im Namen von Alfa Romeo den Einsatz der Werksrennwagen Alfa Romeo Tipo B/P3 betrieb. Dieses schon 1932 – als erster Monoposto für den Grand-Prix-Sport überhaupt – entwickelte Modell stand zwar an Motorleistung und Fahrverhalten etwas zurück, galt aber auf der anderen Seite im Gegensatz zu den hochgezüchteten neuen Silberpfeilen aus Deutschland, die häufig noch von Anfangsschwierigkeiten betroffen waren, bereits sehr ausgereift. Auch bei den Fahrern bot das italienische Team mit Louis Chiron, Achille Varzi und der neuen Grand-Prix-Hoffnung Guy Moll eine absolute Spitzenbesetzung auf, so dass der Ausgang des Rennens, zumal nach dem Alfa-Romeo-Dreifachsieg beim Französischen Grand Prix, völlig offen war.
Für den Rest des Teilnehmerfelds, der praktisch ausschließlich aus Privatfahrern – ob mit oder ohne Werksunterstützung – zusammengesetzt war, bestanden dagegen von vornherein nur geringe Erfolgsaussichten. Dies galt auch für einen absoluten Spitzenpiloten wie Tazio Nuvolari, der nach seinen enttäuschenden Erfahrungen bei Bugatti (und weil das französische Team nicht für das Rennen gemeldet hatte) nun wieder mit seinem eigenen, nicht mehr wirklich konkurrenzfähigen Maserati 8CM aus dem Vorjahr antreten musste. Außerdem wurde auch er beim Fahren noch erheblich durch die Verletzungen behindert, die er sich etwas früher in der Saison bei einem Rennunfall in Alessandria zugezogen hatte. 
Am Renntag hatte Chiron auf Alfa Romeo aus der – wie üblicherweise noch immer ausgelosten – Startaufstellung heraus wieder einmal den besten Start. Auf dem langen und kurvenreichen Kurs gab es für Auto-Union-Fahrer Hans Stuck jedoch ausreichend Gelegenheit, sich noch vor dem Ende der ersten Runde an die Spitze zu setzen. Auch Mercedes-Fahrer Caracciola hatte Chiron zu diesem Zeitpunkt bereits hinter sich gelassen und wenige Runden später rückte sein Stallkollege Fagioli auf den dritten Rang vor. An den drei Alfa Romeos stellten sich zudem nun zunehmend Getriebeprobleme ein und nach sieben Runden war nur noch das Auto von Chiron übrig geblieben, der aber das Tempo der drei Wagen vor ihm nicht mehr mithalten konnte. Diese Reihenfolge blieb dann zunächst längere Zeit bestehen, bis es Caracciola kurz nach Halbzeit des Rennens gelang, mit dem Manöver des Jahres Stuck im Karussell auf der Außenbahn zu überholen. Caracciolas Glück währte jedoch nicht allzu lange, denn kurz darauf musste er seinen Silberpfeil fast an der gleichen Stelle mit Motorschaden abstellen. Damit war Stuck wieder vorn und gab seine Führung auf Fagioli, die sich bei etwa zwei Minuten Vorsprung einpendelte, bis zum Rennende nicht mehr ab.
Vor einer begeisterten heimischen Kulisse von 200.000 Zuschauern feierte Hans Stuck, der bis dahin vorwiegend bei Bergrennen erfolgreich gewesen war, nicht nur seinen ersten großen Sieg bei einem Rundstreckenrennen, sondern auch den ersten Grand-Prix-Sieg für Auto Union sowie für die neuen deutschen Silberpfeile insgesamt. Hinter Fagioli konnte sich Chiron, dem zum Schluss nur noch ein Gang zur Verfügung gestanden hatte, als Dritter ins Ziel retten.

## Ergebnisse

### Meldeliste
| Team                        | Nr. | Fahrer                   | Info  | Chassis              | Motor                                   | Reifen |
| --------------------------- | --- | ------------------------ | ----- | -------------------- | --------------------------------------- | ------ |
| Auto Union AG               | 01  | Hans Stuck               |       | Auto Union A         | Auto Union 4.4L V16 Kompressor          | C      |
| Auto Union AG               | 02  | August Momberger a       |       | Auto Union A         | Auto Union 4.4L V16 Kompressor          | C      |
| Auto Union AG               | 03  | Ernst Günther Burggaller |       | Auto Union A         | Auto Union 4.4L V16 Kompressor          | C      |
| Auto Union AG               |     | Wilhelm Sebastian        | RES   | Auto Union A         | Auto Union 4.4L V16 Kompressor          | C      |
| Whitney Straight Ltd.       | 04  | Hugh Caulfield Hamilton  |       | Maserati 8CM         | Maserati 3.0L I8 Kompressor             | D      |
| Paul Pietsch                | 05  | Paul Pietsch             | DNA b | Alfa Romeo Monza     | Alfa Romeo 2.6L I8 Kompressor           |        |
| Daimler-Benz AG             | 06  | Rudolf Caracciola        |       | Mercedes-Benz W 25   | Mercedes-Benz M 25 A 3.4L I8 Kompressor | C      |
| Daimler-Benz AG             | 07  | Manfred von Brauchitsch  | DNS c | Mercedes-Benz W 25   | Mercedes-Benz M 25 A 3.4L I8 Kompressor | C      |
| Daimler-Benz AG             | 08  | Ernst Jakob Henne        | DNA d | Mercedes-Benz W 25   | Mercedes-Benz M 25 A 3.4L I8 Kompressor | C      |
| Daimler-Benz AG             | 08  | Hanns Geier e            |       | Mercedes-Benz W 25   | Mercedes-Benz M 25 A 3.4L I8 Kompressor | C      |
| Daimler-Benz AG             | 09  | Luigi Fagioli            |       | Mercedes-Benz W 25   | Mercedes-Benz M 25 A 3.4L I8 Kompressor | C      |
| Tazio Nuvolari              | 10  | Tazio Nuvolari           |       | Maserati 8CM         | Maserati 3.0L I8 Kompressor             |        |
| László Hartmann             | 11  | László Hartmann          |       | Bugatti T51          | Bugatti 2.3L I8 Kompressor              |        |
| Ulrich Maag                 | 12  | Ulrich Maag              |       | Alfa Romeo Monza     | Alfa Romeo 2.3L I8 Kompressor           |        |
| Hans Ruesch                 | 14  | Hans Ruesch f            |       | Maserati 8CM         | Maserati 3.0L I8 Kompressor             |        |
| Hans Ruesch                 |     | Guglielmo Sandri         | RES   | Maserati 8CM         | Maserati 3.0L I8 Kompressor             |        |
| Scuderia Siena              | 15  | Luigi Soffietti g        |       | Alfa Romeo Monza     | Alfa Romeo 2.6L I8 Kompressor           |        |
| Scuderia Siena              | 21  | Giovanni Minozzi         |       | Alfa Romeo Monza     | Alfa Romeo 2.6L I8 Kompressor           |        |
| Gruppo Genovese San Giorgio | 16  | Renato Balestrero        |       | Alfa Romeo Monza     | Alfa Romeo 2.6L I8 Kompressor           |        |
| Gruppo Genovese San Giorgio | 22  | Attilio Battilana        |       | Alfa Romeo Monza     | Alfa Romeo 2.3L I8 Kompressor           |        |
| Scuderia Ferrari            | 17  | Achille Varzi            |       | Alfa Romeo Tipo B/P3 | Alfa Romeo 2.9L I8 Kompressor           | E      |
| Scuderia Ferrari            | 18  | Louis Chiron             |       | Alfa Romeo Tipo B/P3 | Alfa Romeo 2.9L I8 Kompressor           | E      |
| Scuderia Ferrari            | 19  | Guy Moll                 |       | Alfa Romeo Tipo B/P3 | Alfa Romeo 2.9L I8 Kompressor           | E      |
| Officine Alfieri Maserati   | 20  | Goffredo Zehender        |       | Maserati 8C-3000     | Maserati 3.0L I8 Kompressor             | P      |

### Startaufstellung
Die Startpositionen wurden nicht anhand der Trainingszeiten vergeben, sondern ausgelost.
| Balestrero |           | Hamilton |          | Minozzi   |
|            |           |          |          |           |
|            | Chiron    |          | Nuvolari |           |
|            |           |          |          |           |
| Caracciola |           | Zehender |          | Battilana |
|            |           |          |          |           |
|            | Stuck     |          | Maag     |           |
|            |           |          |          |           |
| Fagioli    |           | Hartmann |          | Varzi     |
|            |           |          |          |           |
|            | Momberger |          | Moll     |           |
|            |           |          |          |           |
| Burggaller |           | Rüesch   |          | Soffietti |
|            |           |          |          |           |
|            |           | Geier    |          |           |

### Rennergebnis
| Pos. | Fahrer                                    | Konstrukteur  | Runden | Stopps | Zeit          | Start | Schnellste Runde | Ausfallgrund        |
| ---- | ----------------------------------------- | ------------- | ------ | ------ | ------------- | ----- | ---------------- | ------------------- |
| 01   | Hans Stuck                                | Auto Union    | 25     |        | 4:38:19,2 h   | 10    | 10:43,8 min      |                     |
| 02   | Luigi Fagioli                             | Mercedes-Benz | 25     |        | + 2:07,0 min  | 13    |                  |                     |
| 03   | Louis Chiron                              | Alfa Romeo    | 25     |        | + 8:13,6 min  | 5     |                  |                     |
| 04   | Tazio Nuvolari                            | Maserati      | 25     |        | + 16:51,0 min | 4     |                  |                     |
| 05   | Hanns Geier                               | Mercedes-Benz | 25     |        | + 20:46,2 min | 19    |                  |                     |
| —    | Ulrich Maag                               | Alfa Romeo    | 25     |        | DSQ           | 9     |                  | Fahrzeug zu schwer  |
| 06   | Goffredo Zehender                         | Maserati      | 25     |        | + 36:25,6 min | 7     |                  |                     |
| 07   | László Hartmann                           | Alfa Romeo    | 23     |        | + 2 Runden    | 12    |                  | abgewunken a        |
| —    | August Momberger Ernst Günther Burggaller | Auto Union    | 20     |        | DNF           | 15    |                  | Getriebeschaden     |
| —    | Hans Ruesch Guglielmo Sandri              | Maserati      | 18     |        | DNF           | 17    |                  | defekte Benzinpumpe |
| —    | Luigi Soffietti Renato Balestrero         | Alfa Romeo    | 14     |        | DNF           | 16    |                  | Achsbruch           |
| —    | Rudolf Caracciola                         | Mercedes-Benz | 13     |        | DNF           | 8     |                  | Ventilschaden       |
| —    | Giovanni Minozzi                          | Alfa Romeo    | 10     |        | DNF           | 1     |                  | Getriebeschaden     |
| —    | Guy Moll                                  | Alfa Romeo    | 6      |        | DNF           | 14    |                  | Getriebeschaden     |
| —    | Renato Balestrero                         | Alfa Romeo    | 4      |        | DNF           | 3     |                  | Getriebeschaden     |
| —    | Achille Varzi                             | Alfa Romeo    | 4      |        | DNF           | 11    |                  | Getriebeschaden     |
| —    | Ernst Günther Burggaller                  | Auto Union    | 2      |        | DNF           | 18    |                  | Getriebeschaden     |
| —    | Hugh Caulfield Hamilton                   | Maserati      | 2      |        | DNF           | 2     |                  | Ventilschaden       |
| —    | Attilio Battilana                         | Alfa Romeo    | 2      |        | DNF           | 6     |                  | Mechanik            |